# SakuraGame
成都爱相随科技有限公司，英語名暨品牌名稱為SakuraGame，又稱為櫻花社，是一家總部位於成都青羊區的電子遊戲開發商和電子遊戲發行商。公司成立於2013年，早期主要在中國大陸開發手機遊戲，2016年開始以「SakuraGame」名義在Steam平台發行遊戲，曾由於發佈大量帶有「色情內容」標籤的遊戲作品而受到非議，其低價發行策略也被指擾亂市場秩序。2018年成立新品牌「Paradise Project」，將部分發行遊戲轉移到該品牌上。

## 歷史
SakuraGame的創始人藍航原來是成都當地最大遊戲媒體《电脑商情报游戏天地》的編輯，2008年成立蓝航科技，在App Annie公佈的2013年榜單中，該公司是中國在App Store最賺錢的遊戲公司之一。2013年3月29日藍航註冊了成都爱相随科技有限公司。公司名字源於日本戀愛遊戲《LovePlus》的中國大陸的譯名，英文名為「SakuraGame」。公司開發的首個遊戲《我的明星女友》模仿《LovePlus》的美術風格，後來又出了兩個模仿《LovePlus》風格的作品和一個模仿《怪物獵人》的《口袋獵人》，發佈作品和蓝航科技使用同一個名義「LV1」。
2016年成都爱相随開始以「SakuraGame」的名義在Steam發佈作品，第一款作品為《Super star》，該作和《我的明星女友》除了內購項目外，內容完全一致。開發商暗示遊戲通關後有色情內容，吸引了大量玩家購入遊戲，玩家通關後發現開發商在欺詐，加上作品的遊戲性也很差，因此獲得大量差評。SakuraGame表示願意接受Steam官方退款服務以外的無理由退款，獲得玩家的諒解，遊戲風評改變。自此SakuraGame也延續了這個政策，發佈了三部擦邊球的作品並承諾無理由退款。
2017年5月30日，SakuraGame在Steam發行了第一部代理作品《Dragonia》，該作品同樣引來大量差評，SakuraGame發佈公告表示有大量用戶退款，另其無力承擔，希望「中国同胞」放過，之後對原「無理由退款」增加了限制。6月5日，SakuraGame暗示受到「朝陽群眾」和中國有關部門壓力，刪除發佈遊戲的內置簡體中文。2017年6月Steam取消了之前的「青睐之光」的發行模式，改為「Steam Direct」可以直接發售作品，SakuraGame沿用先前策略，大量發佈帶有「色情內容」標籤的遊戲作品，並成為2017年在Steam發佈最多帶有「色情內容」標籤作品的發行商。為此Kotaku曾採訪SakuraGame以了解其情況，SakuraGame方面表示公司成立已經有十年了，積累了很多開發遊戲經驗，同時創作的熱情也在遞減，為此他們轉型去做發行商，讓員工有更好的工作與生活的平衡。SakuraGame在短期內推出大量作品，伴隨著的是劣質的翻譯，違反與遊戲開發者協議和接二連三的抄襲指控。發佈遊戲也從一開始的擦邊球，色情內容拆分下載，變成純粹色情內容的遊戲。其低價發行策略，也被指擾亂市場秩序。
2018年SakuraGame以追加下載內容的方式在Steam發行主題為Cosplay遊戲角色的寫真集。2018年10月8日，SakuraGame成立新品牌「Paradise Project」，並將部分遊戲的發行名義轉移到Paradise Project之下。2019冠狀病毒病暴發之後，在2020年2月SakuraGame免費派發七萬個旗下遊戲《Mirror》的Steam激活碼給玩家，以呼籲玩家居家玩遊戲，減少出門。

## 部分開發遊戲
| 遊戲名稱                         | 發售日期                                | 備註         |
| -------------------------------- | --------------------------------------- | ------------ |
| 《口袋猎人》/ 《Dragon Knight》  | iOS：2013年9月 Steam：2018年2月9日      | [ 3 ] [ 14 ] |
| 《我的明星女友》/ 《Super Star》 | iOS：2014年7月11日 Steam：2016年8月11日 | [ 3 ]        |

## SakuraGame名義代理遊戲
| 遊戲名稱                                       | 發售日期       | 開發                | 備註          |
| ---------------------------------------------- | -------------- | ------------------- | ------------- |
| 《三色△绘恋》                                  | 2017年9月21日  | HL-Galgame          | [ 15 ]        |
| 《Fox Hime》                                   | 2017年11月3日  | AsicxArt            | [ 15 ]        |
| 《且听琴语》                                   | 2017年11月16日 | 幽兰工房            | [ 15 ]        |
| 《》                                           | 2017年12月15日 |                     | [ 15 ]        |
| 《遥望彼方》                                   | 2018年2月8日   | 七彩绘色游戏        | [ 15 ]        |
| 《Fox Hime Zero》                              | 2018年5月24日  | AsicxArt            | [ 15 ]        |
| 《剑起风云之凤凰劫》                           | 2018年2月9日   | 蔷薇千墨游戏组      | [ 16 ]        |
| 《Fortissimo FA》                              | 2018年5月31日  | La'cryma            | [ 15 ]        |
| 《變革者》                                     | 2018年6月6日   | RMking              | [ 17 ]        |
| 《Dehumanized》                                | 2018年7月12日  | BurningDust Games   | 搶先體驗      |
| 《流浪者》                                     | 2018年7月13日  | O.T.K Games         | [ 15 ]        |
| 《妄想症：Deliver Me》                         | 2018年8月10日  | 属音制作组          | [ 15 ]        |
| 《與你相遇之時》                               | 2018年10月16日 | 萌约制作组          | [ 15 ]        |
| 《Great Hero's Beard》                         | 2018年10月18日 | OneShark            | [ 15 ]        |
| 《Eternal Fantasy》                            | 2018年10月19日 | Circus              | [ 15 ]        |
| 《秘境守護者》                                 | 2018年11月2日  | Fantasy Li          | [ 15 ]        |
| 《我们七人的恋爱物语》                         | 2018年12月13日 | lamb of game        | [ 15 ]        |
| 《Terrible Beast from the East》               | 2019年1月4日   | Sleeping Hero       | [ 15 ]        |
| 《翠之海》                                     | 2019年1月24日  | Cabbit              | [ 15 ]        |
| 《月之继承者》                                 | 2019年3月15日  | 魔术工坊            | [ 15 ]        |
| 《Ultra Savage》                               | 2019年4月26日  | OneShark            | [ 15 ]        |
| 《Criss Cross》                                | 2019年4月29日  | 45-world            | [ 15 ]        |
| 《心夜：静电茧》                               | 2019年6月5日   | LighTea Fish Studio | [ 15 ]        |
| 《箱庭邏輯》                                   | 2019年6月19日  | Cabbit              | [ 15 ]        |
| 《夜之歌》                                     | 2019年7月19日  | Valkyrie工作室      | [ 15 ]        |
| 《Mr Husky》                                   | 2019年7月25日  | Heero               | [ 15 ]        |
| 《茸茸便利店》                                 | 2019年8月15日  | AsicxArt            | [ 15 ]        |
| 《黑森町绮谭》                                 | 2019年9月26日  | 拾英工作室          | [ 15 ]        |
| 《XP Girls》                                   | 2019年11月22日 | OneShark            | [ 15 ]        |
| 《一角之森》                                   | 2020年1月10日  |                     | [ 15 ]        |
| 《兽娘秘境：异象残影》/ 《灵之秘境：异象残影》 | 2020年9月30日  | U-Secret Studio     | [ 18 ] [ 15 ] |
| 《Vampires' Melody》                           | 2020年10月3日  | AsicxArt            | [ 15 ]        |
| 《Vampires' Melody2》                          | 2023年9月28日  | AsicxArt            | [ 15 ]        |

## Paradise Project名義代理遊戲
| 遊戲名稱      | 發售日期       | 開發          | 備註   |
| ------------- | -------------- | ------------- | ------ |
| 《Dragonia》  | 2017年5月29日  | Blue Studio   | [ 3 ]  |
| 《》          | 2017年6月20日  | Dieselmine    | [ 19 ] |
| 《》          | 2017年8月3日   | ONEONE1       | [ 19 ] |
| 《》          | 2017年8月11日  | ONEONE1       | [ 19 ] |
| 《》          | 2017年8月23日  | MagicHouse    | [ 19 ] |
| 《》          | 2017年8月28日  |               | [ 19 ] |
| 《》          | 2017年9月21日  | ONEONE1       | [ 19 ] |
| 《》          | 2017年10月2日  | MagicHouse    | [ 19 ] |
| 《》          | 2017年10月12日 | Dieselmine    | [ 19 ] |
| 《King Exit》 | 2017年10月19日 | 深爪貴族      | [ 19 ] |
| 《》          | 2017年11月1日  | Dieselmine    | [ 19 ] |
| 《》          | 2017年11月29日 | Tamamo Studio | [ 19 ] |
| 《》          | 2017年10月21日 |               | [ 19 ] |
| 《》          | 2017年12月20日 |               | [ 19 ] |
| 《》          | 2018年3月15日  | Pin-Point     | [ 19 ] |
| 《星化殘月》  | 2018年3月29日  | 漾夕          | [ 19 ] |
| 《》          | 2018年3月30日  | Dieselmine    | [ 19 ] |
| 《》          | 2018年4月13日  | MagicHouse    | [ 19 ] |
| 《Mirror》    | 2018年4月19日  | KAGAMI WORKS  | [ 20 ] |
| 《》          | 2018年5月7日   | MagicHouse    | [ 19 ] |
| 《》          | 2018年9月19日  | MagicHouse    | [ 19 ] |
| 《》          | 2019年1月9日   |               | [ 19 ] |

## 備註
1. ↑  新浪微博上使用名字。
2. ↑  青睐之光是Steam早期發行模式，發行商需要在Steam展示作品一段時間，作品獲得社區的正面評價後，才能在Steam發行。

## 外部連結
- SakuraGame的X（前Twitter）
- SakuraGame的新浪微博